# TSV Johannis Nürnberg
Der Turn- und Sportverein Johannis 1883 Nürnberg e. V. ist ein deutscher Sportverein mit Sitz im bayerischen Nürnberg.

## Geschichte
Der Verein wurde im Frühjahr 1883 von fünf Nürnberger Turnern unter dem Namen Turnverein St. Johannis 1883 gegründet. Im Jahr 1887 schließt sich dann auch noch die Turngemeinde St. Johannis dem Verein an. Die Umbenennung in Arbeiter- Turn- und Sportverein St. Johannis Nürnberg erfolgt dann im Jahr 1895. Als ATSV tritt der Verein zudem als Ausrichter von einem Sportfest im Jahr 1929 auf. Dieser Aktivität wurde im Jahr 1933 mit der Machtergreifung der Nationalsozialisten jedoch erst einmal ein Ende gesetzt. Im Jahr 1934 benennt sich der Verein schließlich in den bis heute bestehenden Turn- und Sportverein Johannis 1883 Nürnberg um.

### Fußball

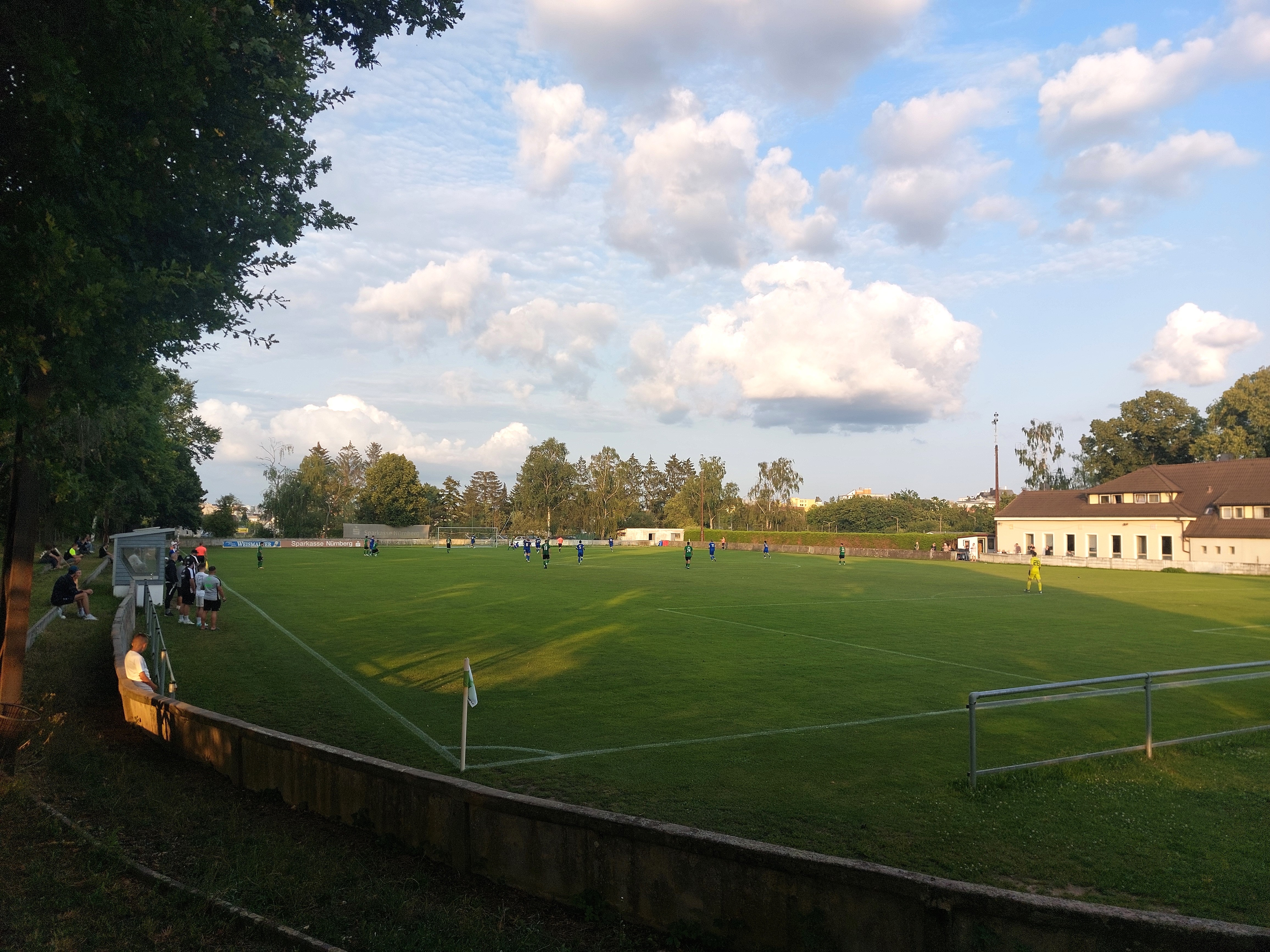
Sportanlage am Zeisigweg des TSV Johannis 1883 Nürnberg

#### Aufstieg in die Amateurliga
Zur Saison 1960/61 stieg die erste Fußball-Mannschaft als Bezirksmeister Mittelfranken in die zu dieser Zeit drittklassige 1. Amateurliga Bayern auf. Mit 34:30 Punkten gelang der Mannschaft am Ende der Spielzeit der sechste Platz der Staffel Nord. Nach der Saison 1962/63 wurde die Liga eingleisig. Diesen Schnitt konnte auch der TSV überstehen, indem sich der Verein mit 38:26 Punkten über den fünften Platz für die nächste Saison qualifizierte. Die Spielzeit 1963/64 sollte dann schließlich aber die letzte in der Liga sein, am Ende musste die Mannschaft mit 28:40 Punkten in die Landesliga absteigen.

#### Heutige Zeit
Im Jahr 1998 glückte der Mannschaft der Aufstieg in die Bezirksliga Mittelfranken Nord. Mit 30 Punkten musste die Mannschaft dann nach der Saison 2004/05 über den 15. Platz wieder in die Kreisliga Nürnberg/Fürth absteigen. Dort konnte sich die Mannschaft dann über viele Jahre lang halten, nach der Saison 2013/14 ging es mit 32 Punkten über den 14. Platz in die Kreisklasse runter. In der Folgesaison gelingt hier aber sofort mit 59 Punkten knapp hinter dem Meister mit 60 Punkten der zweite Platz und damit die Teilnahme an einer Aufstiegsrelegation. Hier unterlag die Mannschaft jedoch dem ESV Rangierbahnhof Nürnberg mit 0:5. Danach gelang es nicht mehr sich in der oberen Hälfte der Tabelle zu platzieren. 
Nach der Spielzeit 2017/18 musste die Mannschaft mit lediglich 27 Punkten auf dem 12. Platz sogar an einer Abstiegsrelegation teilnehmen. Hier konnte sich der Verein sowohl gegen den SC Obermichelbach als auch den SV Laufamholz durchsetzen und somit die Klasse halten. 2022/23 glückte als Meister der Kreisklasse Nürnberg/Frankenhöhe 4 schließlich der Aufstieg in die Kreisliga.

### Tennis
Die Damen-30-Mannschaft erreichte im Jahr 1999 die Bezirksmeisterschaft und damit den Aufstieg in die Landesliga. Gleiches gelang der Herren-55-Mannschaft im Jahr 2005. Heutzutage spielen die Mannschaften nur noch auf Kreisebene.